# Knut Fægri
Knut Fægri est un botaniste norvégien, né le 17 juillet 1909 à Bergen et mort le 10 décembre 2001.

## Biographie
Il fait ses études à la Katedralskole de Bergen de 1920 à 1926 puis à l’université d’Oslo. Il obtient son doctorat en 1934.
Il enseigne la systématique botanique et la phytogéographie. Il dirige également le muséum botanique et le jardin botanique de l’université de Bergen jusqu’en 1946. Il est doyen de son université de 1959 à 1965.
Il fait paraître, avec Johannes Iversen, un livre sur l’analyse des pollens en 1950, réédité en 1964. Il fait paraître en 1966, Kryder pa Kjokkenet og i Verdens Historien et en 1967 Naturen.
Il étudie particulièrement l’évolution de la flore scandinave notamment sous l’impact des activités humaines.

## Liste partielle des publications
- Avec Johannes Iversen (1904-1971) : Textbook of pollen analysis 1950
- Avec Leendert van der Pijl (1903-1990) : The principles of Pollination Ecology Pergamon Press, Oxford, 1966